# 福島香織
福島 香織（ふくしま かおり、1967年〈昭和42年〉5月16日 - ）は、日本のジャーナリスト。元産経新聞記者。

## 来歴
1967年、奈良県奈良市に生まれ、大阪大学文学部卒業後の1991年4月に産経新聞社へ入社し、大阪本社奈良支局、大阪文化部、大阪社会部などを歴任 している。
1998年から1999年まで上海復旦大学へ語学留学し、帰国後は外信部に配属 になる。2001年に香港支局長、2002年に中国総局記者として北京へ異動 する。2006年春に産経新聞のブログサイトiza（イザ）で、「北京趣聞博客」 の連載を始める。
2008年9月に東京本社へ異動して同年10月に政治部記者として官邸記者クラブで麻生太郎内閣総理大臣を総理番として担当 し、2009年9月に野党の新党日本、共産党を担当 する。同11月30日に早期退職勧奨に応じて、産経新聞社を退職する。「退職後、社を誹謗しない」旨の誓約書に署名を求められて提出している。
2019年2月よりfoomiiよりウェブマガジン「福島香織の中国趣聞（チャイナゴシップス）」を配信している。

## 出演番組

### テレビ
レギュラー
- やらまいか〜真相はこうだ！〜（DHCシアター）

ゲスト
- FNNスーパーニュースアンカー（関西テレビ） - 2013年12月11日、2014年5月28日
- ビートたけしのTVタックル（テレビ朝日）
- たかじんNOマネー〜人生は金時なり〜（テレビ大阪） - 2014年5月31日、6月28日、10月25日
- 朝まで生テレビ!（テレビ朝日） - 2012年10月19日
- ニュースザップ（BSスカパー!） - 2014年10月より不定期出演
- 虎ノ門ニュース!8時入り（DHCシアター） - 2015年6月12日

### ラジオ
レギュラー
- 荒川強啓 デイ・キャッチ!（TBSラジオ）[6] - 2013年4月2日 -

ゲスト
- ピートのふしぎなガレージ（TOKYO FM） - 2019年10月5日

### ネット
レギュラー
- Front　Japan桜　[新日本文化チャンネル桜]　火曜日キャスター

## 著書

### 単著
- 『危ない中国点撃!　福島香織の「北京趣聞博客」』産経新聞出版、2007年10月。ISBN 978-4-86306-029-6。
- 『潜入ルポ　中国の女―エイズ売春婦から大富豪まで』文藝春秋、2011年2月。ISBN 978-4-16-373710-2。文春文庫、2013年8月
- 『中国のマスゴミ　ジャーナリズムの挫折と目覚め』扶桑社〈扶桑社新書〉、2011年3月。ISBN 978-4-594-06366-5。Kindle版あり
- 『中国「反日デモ」の真相（中国「反日遊行」真相）』扶桑社〈扶桑社新書〉、2012年10月。ISBN 978-4594067182。Kindle版あり
- 『中国絶望工場の若者たち「ポスト女工哀史」世代の夢と現実』PHP研究所、2013年2月。ISBN 978-4-569-80980-9。Kindle版あり
- 『鳥インフル騒動は共産党体制の政治的疾患』PHP研究所〈Voice S〉、2013年6月。Kindle版のみ
- 『現代中国悪女列伝』文藝春秋〈文春新書〉、2013年11月。ISBN 978-4-16-660946-8。Kindle版あり
- 『中国複合汚染の正体』扶桑社、2013年12月。ISBN 9784594069780。
- 『中国食品工場のブラックホール』扶桑社〈扶桑社新書〉、2014年9月。ISBN 9784594071189。
- 『本当は日本が大好きな中国人』朝日新聞出版〈朝日新書〉、2015年5月。ISBN 9784022736161。
- 『権力闘争がわかれば中国がわかる　反日も反腐敗も権力者の策謀』さくら舎、2015年11月。ISBN 9784865810332。
- 『SEALDsと東アジア若者デモってなんだ！』イースト・プレス〈イースト新書〉、2016年2月。ISBN 9784781650623。Kindle版あり
- 『赤い帝国・中国が滅びる日』ベストセラーズ、2016年10月。ISBN 9784584137437。
- 『孔子を捨てた国　現代中国残酷物語』 飛鳥新社、2017年2月  ISBN 978-4864105408
- 『米中の危険なゲームが始まった　赤い帝国中国崩壊の方程式』 ビジネス社、2017年6月、ISBN 978-4-8284-1958-9
- 『「中国の悪夢」を習近平が準備する』 徳間書店、2017年11月　ISBN 978-4-19-864512-0
- 『習近平王朝の危険な野望』 さくら舎、2018年1月　ISBN 978-4-86581-134-6
- 『ウイグル人に何が起きているのか　民族迫害の起源と現在』 PHP新書、2019年6月  ISBN 978-4569843100
- 『習近平の敗北　紅い帝国・中国の危機』 ワニブックス、2019年6月　ISBN 978-4-8470-9815-4
- 『コロナ大戦争でついに自滅する習近平』 徳間書店、2020年5月　ISBN 978-4198650353
- 『新型コロナ、香港、台湾、世界は習近平を許さない』 ワニブックス、2020年6月　ISBN 978-4847098802
- 『習近平「文革2.0」の恐怖支配が始まった　中国が世界を廃墟にする』 ビジネス社、2021年8月　ISBN 978-4828423043
- 『ウイグル・香港を殺すもの　ジェノサイド国家中国』[7] ワニブックスPLUS新書、2021年9月　ISBN 978-48470-66610
- 『習近平 最後の戦い　ゼロコロナ、錯綜する経済－失策続きの権力者』徳間書店、2022年6月 ISBN　978-419-865475-7
- 『台湾に何が起きているのか』 PHP新書、2022年9月 ISBN 978-4569-85286-7
- 『習近平「独裁新時代」　崩壊のカウントダウン』 かや書房、2023年8月 ISBN 978-4-910364-32-2
- 『なぜ中国は台湾を併合できないのか』 PHP研究所、2023年9月 ISBN 978-4-569-85554-7

### 訳書
- 何清漣（中国語版）『中国の大プロパガンダ　恐るべき「大外宣」の実態』扶桑社、2019年。ISBN 978-4-594-08322-9
  - 『中国の大プロパガンダ　各国に親中派がはびこる“仕組み“とは？』扶桑社新書、2022年。ISBN 978-4-594-09047-0
- 廖亦武『武漢病毒（ウイルス）襲来』文藝春秋、2021年。ISBN 978-4-16-391414-5

### 論説
- 福島香織 著「中国のインターネット統制とそのかいくぐり方」、渡辺浩平 編『中国ネット最前線 「情報統制」と「民主化」』蒼蒼社、2011年1月。ISBN 978-4-88360-095-3。

### 共著
- 菊本照子共著『マトマイニのビッグママ　ケニアの孤児院から 2つのNGO』大曲仙北ロータリークラブ、1999年6月。
- 雷一鴻、奥窪優木、邱海涛共著『中国の「男と女」事情』宝島社〈別冊宝島1784〉、2011年7月11日。ISBN 978-4-7966-8151-3。
- 石平共著『中国人がタブーにする中国経済の真実』PHP研究所、2011年12月。ISBN 978-4-569-80213-8。
- 宮脇淳子共著『中国美女の正体』フォレスト出版〈Forest 2545・新書判〉、2012年4月。ISBN 978-4-89451-859-9。
- 志賀俊之、津賀一宏、坂根正弘、高原豪久、長谷川慶太郎、遠藤功、片山修、上野泰也共著『日本企業は新興国といかにつき合うか』PHP研究所〈Voice編集部〉、2012年12月20日。ISBN 9784569810386。
- 石平、奥窪優木、飯塚竜二、国定嶺子、高田信人、宮島理、高山祐介、安田峰俊共著『アホでマヌケな中国』宝島社〈宝島SUGOI文庫〉、2013年7月24日。ISBN 978-4-8002-1376-1。
- 奥窪優木、飯塚竜二、佐久間賢三、高田信人、村井 忍、安田峰俊共著『世界で嫌われる中国』宝島社〈宝島社〉、2014年3月15日。ISBN 978-4-8002-2465-1。
- 上念司共著『本当にヤバイ!中国経済』宝島社〈別冊宝島 2237〉、2014年9月12日。ISBN 978-4-8002-3127-7。
- 宮崎正弘・石平『中国バブル崩壊の全内幕』宝島社、2016年7月　ISBN 978-4-8002-5508-2
- 宮崎正弘『暴走する中国が世界を終わらせる』ビジネス社、2016年10月　ISBN 978-4-8284-1915-2
- 高山正之『アメリカと中国が世界をぶっ壊す』徳間書店、2017年1月　ISBN 978-4-19-864323-2
- 宮崎正弘・石平『日本は再びアジアの盟主になる』宝島社、2017年3月　ISBN 978-4-8002-6603-3
- 宮崎正弘『世界の中国化をくい止めろ　内なる中国に日本人は蝕まれていないか』ビジネス社、2018年2月　ISBN 978-4-8284-2009-7
- 渡邉哲也『中国大自滅　世界から排除される「ウソと略奪」の中華帝国の末路』徳間書店、2019年5月　ISBN 978-4-19-864853-4
- 江崎道朗・宮脇淳子『米中ソに翻弄されたアジア史　カンボジアで考えた日本の対アジア戦略』

扶桑社、2020年9月 ISBN 978-4594086015。扶桑社新書、2023年1月 ISBN 978-4594-09372-3
- 古田博司『日本人なら知っておきたい 中国人の「嫌韓」韓国人の「反中」 “骨肉の争い”に巻き込まれないための日本の選択』ビジネス社、2022年4月。ISBN 978-4828423883